# Bangiowe
Bangiowe (Bangiophyceae Wettst.) – klasa krasnorostów.

## Budowa i biologia
Plechy nitkowate lub płasko liściowate (jednokomórkowe w grupach obecnie wyłączanych z tej klasy). Wzrost odbywa się przez podziały wszystkich komórek ciała. Otwory zatkane korkami występują jedynie w pokoleniu diploidalnym niektórych przedstawicieli. Heteromorficzna przemiana pokoleń (liściokształtny gametofit i nitkowaty sporofit). Ściany komórkowe sporofitów zbudowane są głównie z celulozy i galaktanu, podczas gdy u gametofitów jest to ksylan i mannan. Różnica między sporofitem a gametofitem jest tak duża, że niegdyś bywały opisywane jako odrębne gatunki. Sporofity wielu bangiowych (np. z rodzajów Porphyra, Bangia czy Scinaia) klasyfikowano jako rodzaj Conchocelis.
Rozmnażają się wegetatywnie poprzez podział. Rozmnażanie płciowe jest połączone z przemianą pokoleń. Gametofity oprócz gamet mogą wytwarzać również monospory, z których nie powstaje sporofit, lecz kolejne pokolenie gametofitu.
Gamety męskie (spermacja) powstają przez podział jednej z komórek liściowatej plechy, pełniącej funkcje plemni. Z jednej komórki zwykle powstają 64 spermacja. Karpogonia także powstają z dowolnej komórki plechy, której zawartość funkcjonuje jako gameta żeńska. Po zapłodnieniu zygota dzieli mitotycznie się na 8 lub 16 nagich, ameboidalnych zarodników (karpospor). Karpospory wwiercają się w muszle mięczaków morskich, gdzie kiełkują, dając nitkowatą roślinę żyjącą endolitycznie (tj. wewnątrz mineralnej skorupki). Ten nitkowaty twór produkuje tzw. konchosporangia, w których zachodzi mejoza. Powstają zatem cztery konchospory, które kiełkując tworzą liściowatą plechę.

## Systematyka
Systematyka bangiowych (podobnie jak pozostałych krasnorostów) ulega przebudowaniu. Tradycyjnie dzielono je na następujące rzędy:
- bangiowe Bangiales Nägeli 1847
- Cyanidiales
- Erythropeltidales
- Porphyridiales
- Rhodochaetales
- Stylonematales

Według nowszych systemów, opartych na wynikach filogenetyki molekularnej, aby zachować monofiletyzm taksonu, należy wyłączyć z niego wszystkie rzędy poza Bangiales. W tym ujęciu Bangiophyceae są taksonem monotypowym. W niektórych systemach krasnorosty są traktowane jako monotypowa gromada z jedyną klasą Rhodophyceae, gdzie bangiowe mają rangę podklasy Bangiophycidae.

## Zastosowanie
Niektórzy przedstawiciele, zwłaszcza szkarłatnice Porphyra yezoensis i Porphyra tenera, są uprawiani w Chinach, Korei i Japonii, a ich gametofity służą do produkcji nori.